# لين جونسون
لين جونسون (بالإنجليزية: Lynn-Holly Johnson)‏ هي متزلجة فنية ومخرجة وممثلة أمريكية، ولدت في 13 ديسمبر 1958 بشيكاغو في الولايات المتحدة. بدأت مشوارها المهني سنة 1974.

## أعمال

### أفلام
- (1981) من أجل عينيك فقط[5][6][7]

## وصلات خارجية
- لين جونسون على موقع IMDb (الإنجليزية)
- لين جونسون على موقع ألو سيني (الفرنسية)
- لين جونسون على موقع أول موفي (الإنجليزية)
- لين جونسون على موقع قاعدة بيانات الأفلام السويدية (السويدية)
- لين جونسون على موقع إن إن دي بي (الإنجليزية)
- لين جونسون على موقع قاعدة بيانات الفيلم (الإنجليزية)
- لين جونسون على موقع كينوبويسك (الروسية)